# 淡腰金丝燕
淡腰金丝燕（学名：Aerodramus germani），又称戈氏金丝燕或傑曼氏金絲燕，是雨燕目雨燕科的一种鸟类。原为爪哇金丝燕的亚种。

## 特征
淡腰金丝燕体重约10.7克，翼长约116.5毫米，嘴峰长约6.8毫米，喙宽度约2.4毫米，喙厚度约2毫米，跗蹠长约10.2毫米，尾长约50毫米。淡腰金丝燕在其分布区内为留鸟，其栖息在密集的高大树木组成的森林中，食性为肉食性，主要食物来源是陆生无脊椎动物。

## 亚种
- ：分布于马来半岛、北婆罗洲和南菲律宾的沿海地区。
- ：分布于阿南巴斯群島。[4]

## 与人类关系
淡腰金丝燕的窝是燕窝的主要来源之一。